# Wolf Guy
(Descrizione di Inugami)
Wolf Guy (ウルフガイ,?, Ookami no Monshou) è un manga di Yoshiaki Tabata e  Yuki Yogo, già autori del manga Akumetsu del 2007. È una rivisitazione matura e decisamente più violenta dell'omonimo manga edito nel 1970 da Bunkasha, scritto da Kazumasa Hirai e illustrato da Hisashi Sakaguchi. Il manga è composto da dodici tankōbon pubblicati dalla Akita Shotened è stato distribuito in Italia da J-Pop a partire dal 23 settembre 2009. In totale sono stati realizzati 12 volumi.

## Trama
Wolf Guy – L'Emblema del Lupo narra le vicende di Akira Inugami, un ragazzo problematico e misterioso, che dopo essere stato espulso dall'istituto privato che frequentava, inizia a frequentare la scuola comunale Hakutoku, nella quale insegna la procace signorina Aoshika, la sua nuova insegnante. Con l'arrivo di Akira però cominciano subito i problemi, la classe in cui viene messo è sotto il controllo di Dou Haguro, figlio di un dirigente di un potente clan mafioso. Già al suo primo giorno Kuroda, scagnozzo di Haguro, dopo esser stato provocato attacca con un coltello Inugami, il quale grazie alla sua incredibile abilità nello schivare i colpi dell'assalitore finisce per farlo cadere sulla sua stessa arma. Haguro e i suoi compagni decidono quindi di vendicare il compagno, attirando Inugami sul tetto della scuola per uno scontro mortale che però non andrà come previsto, in quanto il nuovo ragazzo dimostra un'incredibile resistenza ai loro colpi e una fierezza innaturale, legati al suo segreto.

## Volumi e edizioni del manga in Italia
1. Wolf Guy Vol. 01 (23 settembre 2009) J-Pop
2. Wolf Guy Vol. 02 (16 dicembre 2009) J-Pop
3. Wolf Guy Vol. 03 (29 gennaio 2010) J-Pop
4. Wolf Guy Vol. 04 J-Pop
5. Wolf Guy Vol. 05 J-Pop
6. Wolf Guy Vol. 06 J-Pop
7. Wolf Guy Vol. 07 J-Pop
8. Wolf Guy Vol. 08 J-Pop
9. Wolf Guy Vol. 09 J-Pop
10. Wolf Guy Vol. 10 J-Pop
11. Wolf Guy Vol. 11 J-Pop
12. Wolf Guy Vol. 12 (ultimo numero) J-Pop